# 1999 (album Prince’a)
1999 – piąty album studyjny amerykańskiego piosenkarza Prince’a. Płyta ukazała się w 1982 roku nakładem wytwórni Warner Bros. Records. Okazała się dużym sukcesem komercyjnym i sprzedała ponad 4 mln kopii w Stanach Zjednoczonych, dzięki czemu zdobyła status multiplatynowej płyty. Znalazła się na 263 miejscu listy 500 albumów wszech czasów magazynu Rolling Stone. Jest uznawana za jedną z najlepszych płyt Prince’a.

## Lista utworów
1. "1999" - 6:15
2. "Little Red Corvette" - 5:03
3. "Delirious" - 4:00
4. "Let's Pretend We're Married" - 7:21
5. "D.M.S.R." - 8:17
6. "Automatic" - 9:28
7. "Something in the Water (Does Not Compute)" - 4:02
8. "Free" - 5:08
9. "Lady Cab Driver" - 8:19
10. "All the Critics Love U in New York" - 5:59
11. "International Lover" - 6:37